# Conversation à Arcachon
Conversation à Arcachon est un tableau réalisé par le peintre français Pierre Bonnard entre 1926 et 1930. Cette huile sur toile de format vertical est une scène de genre qui représente une conversation entre un homme et deux femmes devant des embarcations voguant à Arcachon, en Gironde. Sa composition se caractérise par un cadrage serré qui place la figure masculine à sa marge gauche et interdit par ailleurs de déterminer si la discussion a lieu sur une plage ou à bord d'un bateau en mer. Léguée par Maurice Girardin en 1953, l'œuvre est conservée au Petit Palais, à Paris.